# Temelucha mohelnensis
Temelucha mohelnensis är en stekelart som beskrevs av Sedivy 1971. Temelucha mohelnensis ingår i släktet Temelucha och familjen brokparasitsteklar. Inga underarter finns listade i Catalogue of Life.